# Los Ibores

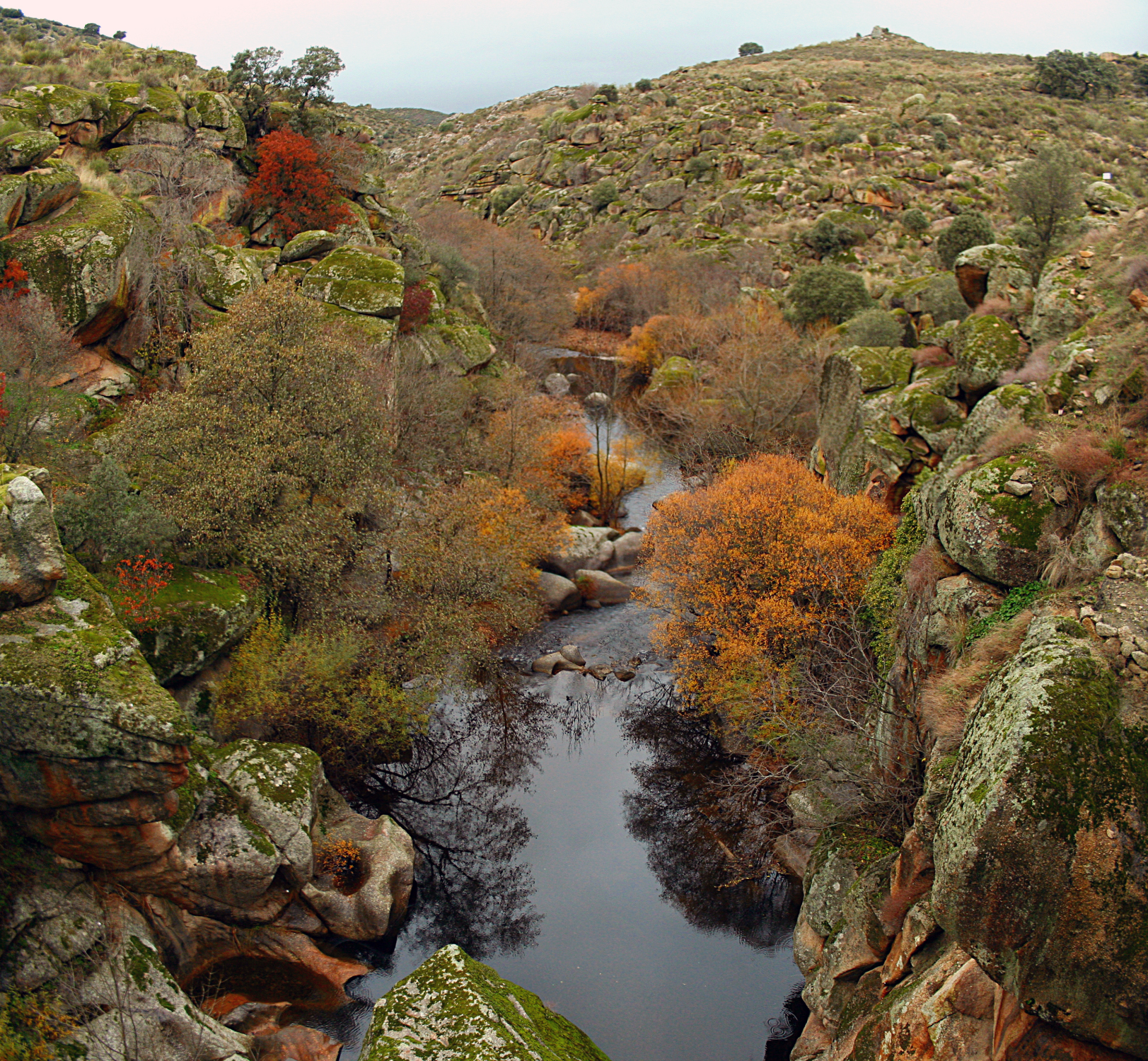
Río Ibor, eje de la zona homónima.

Valle del Ibor o Los Ibores es la denominación que recibe un espacio natural de la provincia de Cáceres, Extremadura, España, que junto a Las Villuercas y La Jara forman la comarca Villuercas-Ibores-Jara.
Está integrada por cinco municipios situados a derecha e izquierda del río Ibor.
Históricamente, y según las Relaciones de Floridablanca, de los tres municipios situados al este del río Ibor, dos formaban parte del Partido de Talavera en la antigua provincia de Toledo; estos eran Castañar de Ibor y Navalvillar de Ibor. Bohonal de Ibor formaba parte del Estado de Miranda en la antigua provincia de Ávila en Castilla la Vieja. Los otros dos municipios en la otra orilla del río pertenecían a la antigua provincia de Extremadura, estando Fresnedoso de Ibor en el partido de Trujillo y Mesas de Ibor en el partido de Plasencia, hasta que las caprichosas y arbitrarias reorganizaciones provinciales dejaron a los cinco pueblos incluidos en la actual provincia de Cáceres desde 1833.

## Municipios
- Castañar de Ibor
- Bohonal de Ibor
- Fresnedoso de Ibor
- Mesas de Ibor
- Navalvillar de Ibor

## Ubicación

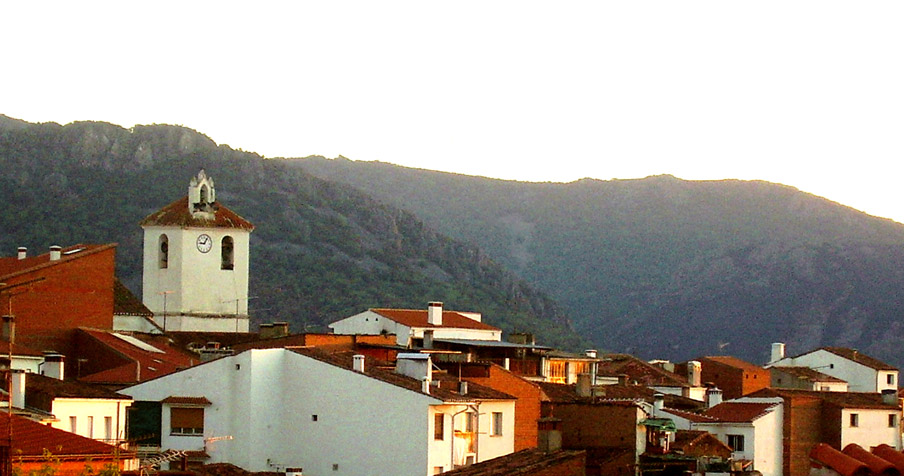
Castañar de Ibor.

La zona tiene forma alargada, siguiendo el curso del río, de sur a norte. Se sitúa al este de la provincia de Cáceres, limita al norte con el Río Tajo, al este con la zona de La Jara, en Toledo, al sur y al oeste con Las Villuercas.
Se encuentra, por tanto, localizada al este de la provincia de Cáceres, a unos 160 km de la capital regional. Se accede a través de la carretera provincial EX-118, que transcurre paralela al valle del río Ibor en gran parte de su recorrido y une las localidades de Navalmoral de la Mata y Guadalupe.

## Zona del Ibor
Se ha venido dando en los últimos años el nombre de Los Ibores a la unión de los cinco municipios atravesados por el valle con otros de los alrededores (Aldeacentenera, Robledollano, Deleitosa), algo erróneo para muchos y que ha molestado a parte de los productores del valle, puesto que esa comarcalización abarca términos municipales cuyas características son diferenciadas con las de los municipios cuyos términos baña el Ibor y lo que distingue a los conocidos quesos y mieles de los ibores es, según estos, precisamente el pasto y las flores que consumen cabras y abejas y nada tiene que ver la vegetación de las agrestes sierras del Ibor con la de la llanura trujillano-cacereña.

## Entorno natural

### Hidrografía
Está regada por los ríos Tajo, Ibor, Viejas y Gualija, entre otros. El agua es asimismo abundante bajo el suelo, existiendo numerosas fuentes y manantiales. En las Cuevas de Castañar se tiene constancia de la existencia de varios lagos subterráneos.

### Orografía
Se trata de una zona montañosa y agreste en la que se combinan los valles con los roquedales y sierras. La alturas varían desde los 1.350 metros de altura de los montes más altos, en Navalvillar de Ibor y los 350 metros en la parte más baja del valle del río que da nombre a la zona, en el municipio de Bohonal de Ibor. El relieve se define como apalachiense. Las montañas contienen roquedales, conocidos por los vecinos como "pedreras". Algunas cubiertas de líquenes que le dan un aspecto singular y constituyen un elemento paisajístico típico de la zona.
- Cueva de Castañar

Uno de los lugares más interesantes de la zona son las Cuevas de Helechal, más conocidas como las Cuevas de Castañar, situadas en este municipio. Estas son consideradas de gran valor por muchos espeleólogos, pero varios factores -especialmente su fragilidad- dificultan su apertura al público masivo. Se pueden recorrer en visitas guiadas.

### Flora
La vegetación de la zona es muy variada, aunque toda ella es propia del bosque mediterráneo. Destaca el fuerte contraste que se produce entre la vegetación de solana (ladera de la montaña que recibe la luz solar durante más horas al día) y la umbría (la que recibe menos luz del sol), la primera es más resistente a la sequía, abundando el olivo, la jara, el acebuche y la encina; en la segunda aparecen bosques de hoja caduca (castaños, especialmente). Las orillas de los ríos y arroyos están bordeadas por árboles de mayor envergadura: chopos, fresnos, sauces o álamos. Finalmente, en la zona baja de la zona, próxima al Tajo, aparece el entorno vegetal más típico de Extremadura: La Dehesa.

### Fauna
El relieve accidentado de esta zona acoge una gran variedad de animales, siendo muchos de ellos especies protegidas.
Entre las aves, aparecen grandes rapaces y aves carroñeras: águilas, halcones, milanos o buitres. Otras aves grandes que abundan por aquí son las cigüeñas y los búhos, como también abundan pájaros de tamaño mediano, como el mirlo, la perdiz, la codorniz o la urraca, y pequeño: gorrión, jilguero, verderón, martín pescador, golondrina...
En esta zona habitan mamíferos de gran tamaño, algunos también muy amenazados, como el venado, el corzo, el gamo, el muflón, la cabra montés o el jabalí. En la zona se practica la caza mayor, siendo frecuentes las monterías en invierno.
En los ríos existe también diversidad de vida animal: barbos, truchas, pequeños, tortugas y gran variedad de roedores. En el río Ibor todavía se pueden ver algunas nutrias.

## Demografía
No existe ninguna cabecera como tal; el pueblo más poblado es Castañar de Ibor.
Otros pueblos, fuera del valle del Ibor, mantienen fuertes vínculos con los de esta zona, tanto que a veces se listan como parte de esta, es el caso de Deleitosa o Robledollano.
La zona del Ibor ha venido sufriendo a lo largo de las últimas décadas un fuerte proceso de despoblación, debido a fuerte emigración (éxodo rural).

## Economía

### Sector primario
Predomina el sector primario, la mayor parte de la población vive del campo. El olivar ocupa la mayor parte de las tierras de labor y el resto de los terrenos cultivados son huertos y frutales. La ganadería de montaña (pastoreo) tiene un gran peso. También se dan explotaciones forestales (castaño) y apicultura.

### Sector secundario
La industria de la zona está basada en la transformación de productos procedentes de la agricultura y la ganadería, sectores económicos predominantes en la región.
Es notable la producción de bienes tales como el aceite de oliva, la miel, productos cárnicos del cerdo, el queso de cabra, además del corcho.
- Denominación de origen

El aceite de oliva virgen, los derivados del cerdo y la miel son elaborados de manera artesana, de acuerdo a las tradiciones del valle. El queso de leche de cabra cuenta con su propia denominación de origen (Queso de los Ibores).
- Artesanía

En Navalvillar de Ibor destacan los bordados, en Bohonal de Ibor la producción de sillas de enea y, en Castañar de Ibor, hasta hace pocas décadas, había una importante artesanía del latón.

### Sector terciario
- Turismo rural

La zona ha descubierto recientemente el turismo rural como forma de asegurar la supervivencia de sus poblaciones. Existen distintos establecimientos diseminados a lo largo de la zona que incluyen un camping, situado muy cerca de la Cueva de Castañar y numerosas casas rurales, hostales, restaurantes. Existen diferentes rutas definidas para practicar el senderismo a lo largo de la zona, mientras que en el Embalse de Valdecañas es posible practicar deportes acuáticos.

## Recursos
- Castañar de Ibor: rutas de interés turístico para el viajero http://www.terra.es/personal/robledollano
- Pueblos en blanco y negro: Castañar de Ibor. División Editorial.
- Enciclopedia de los pueblos de España. Diario 16.
- Documental sobre las Cuevas de Castañar, emitido por TVE 2 en 2000.
- Revista Periplo.
- El Periódico de Extremadura